# Феликс и Фортунат

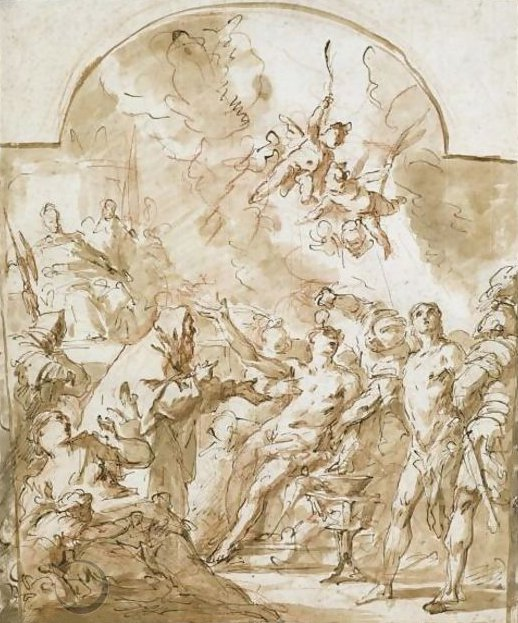
Мученичество святых Феликса и Фортуната, барельеф Гаспаро Дициани, 1740 года

Феликс и Фортунат (III век) — мученики Аквилейские. Дни памяти — 	14 мая,  11 июня в Кьоджа, 14 августа в Аквилее.
Святые братья Феликс и Фортунат были купцами из города Виченца расположенный на севере Италии. Во времена правления Диоклетиана, их увидели молящимися в лесу недалеко от Аквилеи за что были схвачены. Они твёрдо исповедовали свою веру в Христа перед префектом за что подверглись пыткам и потом были обезглавлены. Часть их святых мощей пребывает в Виченце в базилике святых Феликса и Фортуната, другая часть находится в кафедральном соборе Санта-Мария Ассунта города Кьоджа, неподалёку от Венеции.
Возможно, Феликс и Фортунат — те же святые, что Феликс, Фортунат и Ахиллей.

## Ссылки

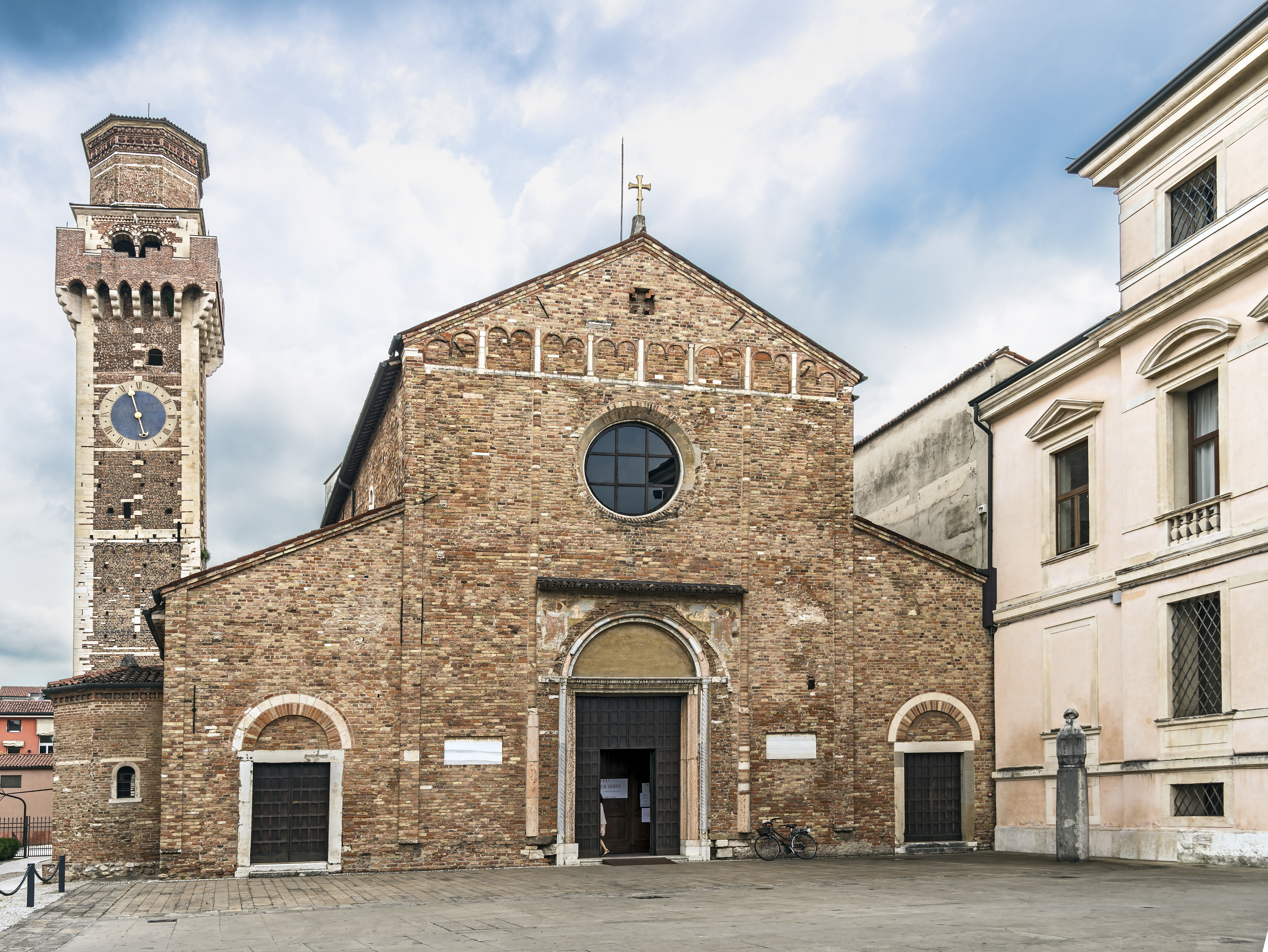
Базилика Святых Феликса и Фортуната, Виченца, Италия